# Боденвёр
Боденвёр (нем. Bodenwöhr) — община в Германии, в земле Бавария. 
Подчиняется административному округу Верхний Пфальц. Входит в состав района Швандорф.  Население составляет 4111 человек (на 31 декабря 2010 года). Занимает площадь 51,91 км².
Община подразделяется на 16 сельских округов.

## Население
По оценке на 31 декабря 2015 года население общины Боденвёр составляет 4233 чел. 

| Дата      | 1840 | 1871 | 1900 | 1925 | 1939 | 1950 | 1961 | 1970 | 1987 | 2011 |
| --------- | ---- | ---- | ---- | ---- | ---- | ---- | ---- | ---- | ---- | ---- |
| Население | 1700 | 1892 | 2086 | 2533 | 2700 | 3769 | 3542 | 3649 | 3524 | 4194 |

| Год       | 1960 | 1970 | 1980 | 1990 | 2000 | 2009 | 2010 | 2011 | 2012 | 2013 | 2014 | 2015 |
| --------- | ---- | ---- | ---- | ---- | ---- | ---- | ---- | ---- | ---- | ---- | ---- | ---- |
| Население | 3515 | 3656 | 3516 | 3644 | 3946 | 4028 | 4111 | 4098 | 4106 | 4142 | 4192 | 4233 |